# 동촌동 (대구)
동촌동(東村洞)은 대한민국 대구광역시 동구의 행정동이다.

## 유래

### 입석동
신라 말엽(후삼국시대)에 왕건과 견훤의 전쟁이 치열할 때 왕건의 부하장수들이 말총으로 큰 돌을 굴려서 입석동까지 왔다고 하며, 전쟁 중에 부하장수들이 바위를 그대로 두고 떠나버려 그때 이후부터 선돌 즉 입석(立石)이라 칭하였다 한다. 해방 이후 입석동에는 영천 이씨, 영양 남씨 등 약 300여 호가 살고 있었으며, 그 때까지도 어른 3-4명이 앉을 수 있는 큰돌이 마을을 관통하여 몇 십미터 간격으로 여러 개 있었다고 한다.

### 검사동
고려 태조 왕건이 공산전투에서 후백제의 견훤에게 패하여 도주하다 금호강변 모래가 비단처럼 빛깔이 좋고 크기가 똑같다하여 금사로 불리다가 검사로 변천되었다.

## 역사
- 1895년 음력 윤5월 1일 대구부 대구군 해서부면 입석동/도신동, 해동촌면 검사동/연천동[1]
- 1896년 8월 4일 경상북도 대구군 해서부면 입석동/도신동, 해동촌면 검사동/연천동[2]
- 1910년 10월 1일 경상북도 대구부 해서부면 입석동/도신동, 해동촌면 검사동/연천동
- 1914년 4월 1일 경상북도 달성군 해안면 입석동, 검사동[3]
- 1940년 7월 1일 경상북도 달성군 동촌면 입석동, 검사동
- 1958년 1월 1일 경상북도 대구시 입석동, 검사동 (동촌출장소 관할)[4]
- 1963년 1월 1일 경상북도 대구시 동구 입석동, 검사동 (동부출장소, 동촌출장소를 동구로 승격)[5]
- 1963년 1월 16일 재설치한 동촌출장소 관할[6]
- 1976년 8월 1일 동촌출장소가 시직할로 승격[7]
- 1980년 4월 1일 동촌출장소 폐지
- 1981년 7월 1일 대구직할시 동구 입석동, 검사동[8]
- 1995년 1월 1일 대구광역시 동구 입석동, 검사동[9]
- 1998년 9월 1일 검사동, 입석동을 합동하여 동촌동으로 개편

## 아파트
| 단지명        | 건설사     | 시행사     | 주소                      | 입주       | 비고 |
| ------------- | ---------- | ---------- | ------------------------- | ---------- | ---- |
| 동촌 화성타운 | 화성개발㈜ | 화성개발㈜ | 동구 동촌로6길 3 (입석동) | 1995년 5월 |      |

## 교육
- 대구입석초등학교
- 입석중학교

## 교통

### 시내·좌석버스
- 618번 (동촌 구길)

### 지하철
- 대구 도시철도 1호선 동촌역 - 동촌 구길(해동로) 소재